# Bummed
Albums de Happy Mondays
Squirrel and G-Man Twenty Four Hour Party People Plastic Face Carnt Smile (White Out)
(1987) Hallelujah
(1989)
Bummed est un album de Happy Mondays, sorti en 1988.

## L'album
Il connaît un succès mitigé jusqu'au remixe par Paul Oakenfold et Vince Clarke du titre Wrote for luck. En 2006, le magazine Q le classe à la 18e place de son classement des 40 meilleurs albums des années 1980. Il fait partie des 1001 Albums You Must Hear Before You Die. 

### Titres
Tous les titres sont crédités au nom du groupe à l'exception du 10e. 
1. Country Song (3:24) (Titré à l'origine Some Cunt from Preston)
2. Moving in With (3:36)
3. Mad Cyril (4:36)
4. Fat Lady Wrestlers (3:25)
5. Performance (4:09)
6. Brain Dead (3:10)
7. Wrote for Luck (6:05)
8. Bring a Friend (3:45)
9. Do It Better (2:29)
10. Lazyitis (2:48) (composé à partir de Ticket to Ride de The Beatles, Family Affair de Sly and the Family Stone et Gonna Make You A Star de David Essex.

### Musiciens
- Shaun Ryder : voix
- Paul Ryder : basse
- Mark Day : Guitare
- Paul Davis : claviers
- Gary Whelan : batterie
- Mark Berry : danse, maracas